# Slanke loofbuulbuul
De slanke loofbuulbuul (Phyllastrephus debilis) is een zangvogel uit de familie Pycnonotidae (buulbuuls).

## Verspreiding en leefgebied
Deze soort komt voor in oostelijk Afrika en telt twee ondersoorten:
- P. d. rabai: zuidoostelijk Kenia en noordoostelijk Tanzania.
- P. d. debilis: van zuidoostelijk Tanzania tot oostelijk Zimbabwe en zuidelijk Mozambique.

## Status
De grootte van de populatie is niet gekwantificeerd maar de soort wordt omschreven als algemeen. Op de Rode lijst van de IUCN heeft deze soort de status niet bedreigd.